# Hampstead

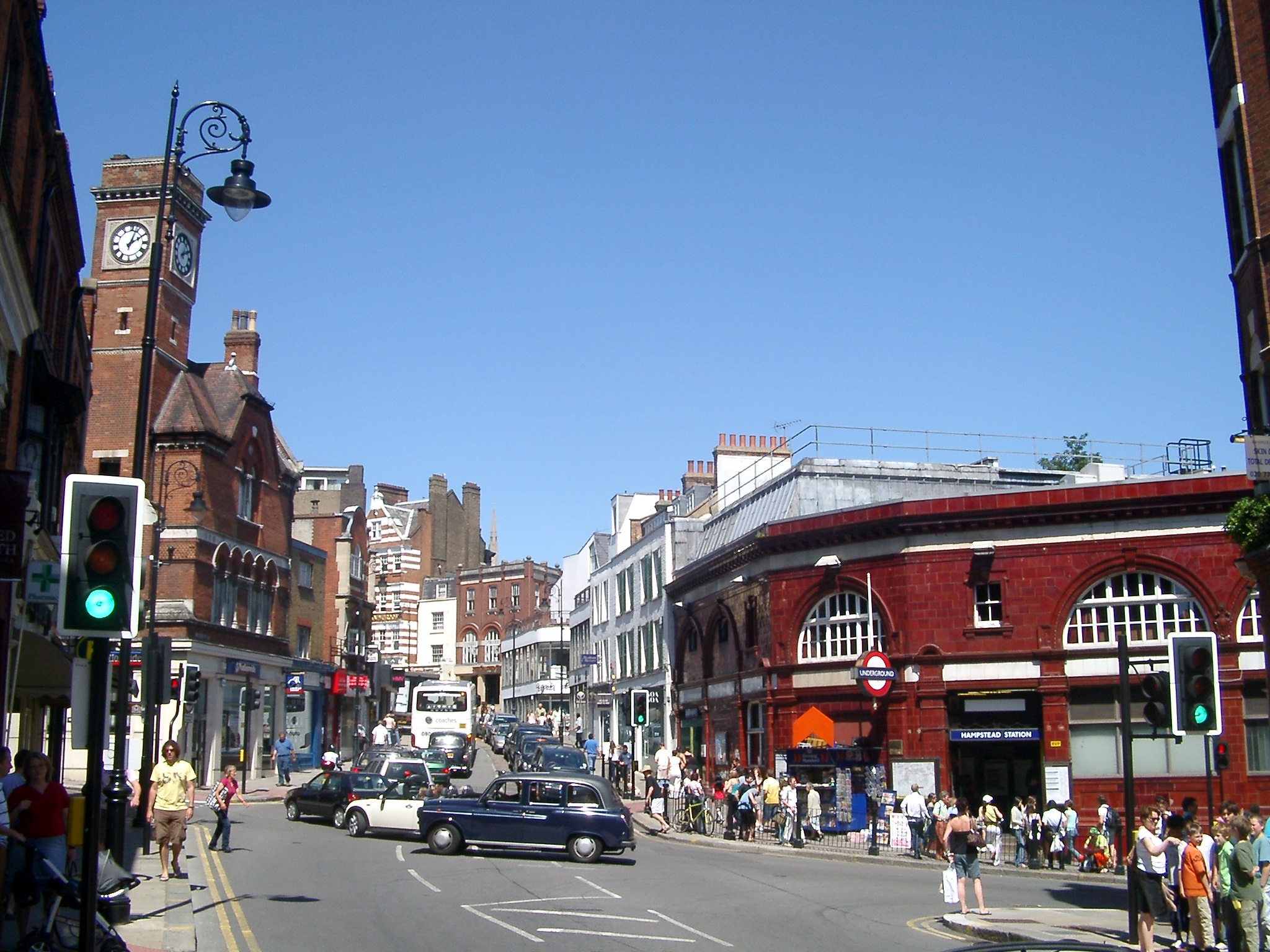
Gata i Hampstead, med entré till Hampsteads tunnelbanestation.

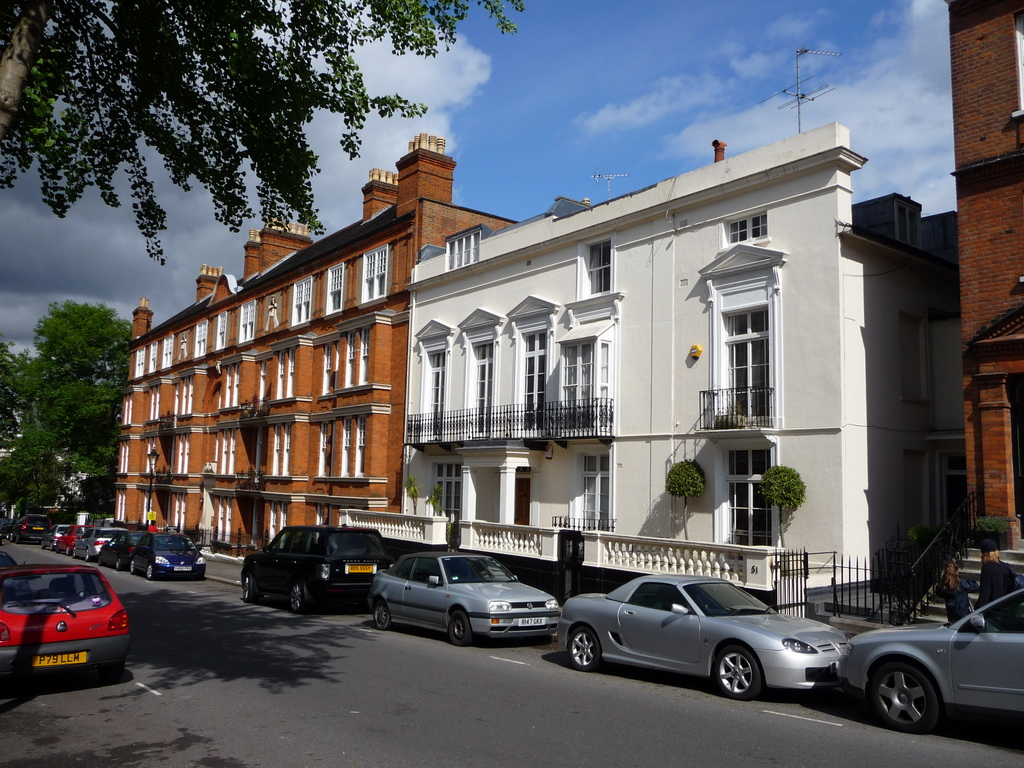
Hampstead.

Hampstead är en stadsdel (district), ofta känd som Hampstead Village, i London Borough of Camden i London, cirka 6 km norr om Charing Cross. Området är beläget i vad som räknas till centrala London, tillhör stadens dyraste bostadsområden och är mest känt för sina litterära och konstnärliga kretsar och kopplingar samt även för invånare som framgångsrikt verkar inom film och musik. Hampstead är ett av de områden i världen som har högst levnadsstandard, och här bor flest rika människor i hela Storbritannien.
Här ligger bland annat Freud Museum.
Det vidsträckta park- och naturområdet Hampstead Heath ligger också intill bebyggelsen i stadsdelen.  
Tunnelbanestationen Hampstead från 1907 ligger i stadsdelen och trafikeras av Northern Line. 

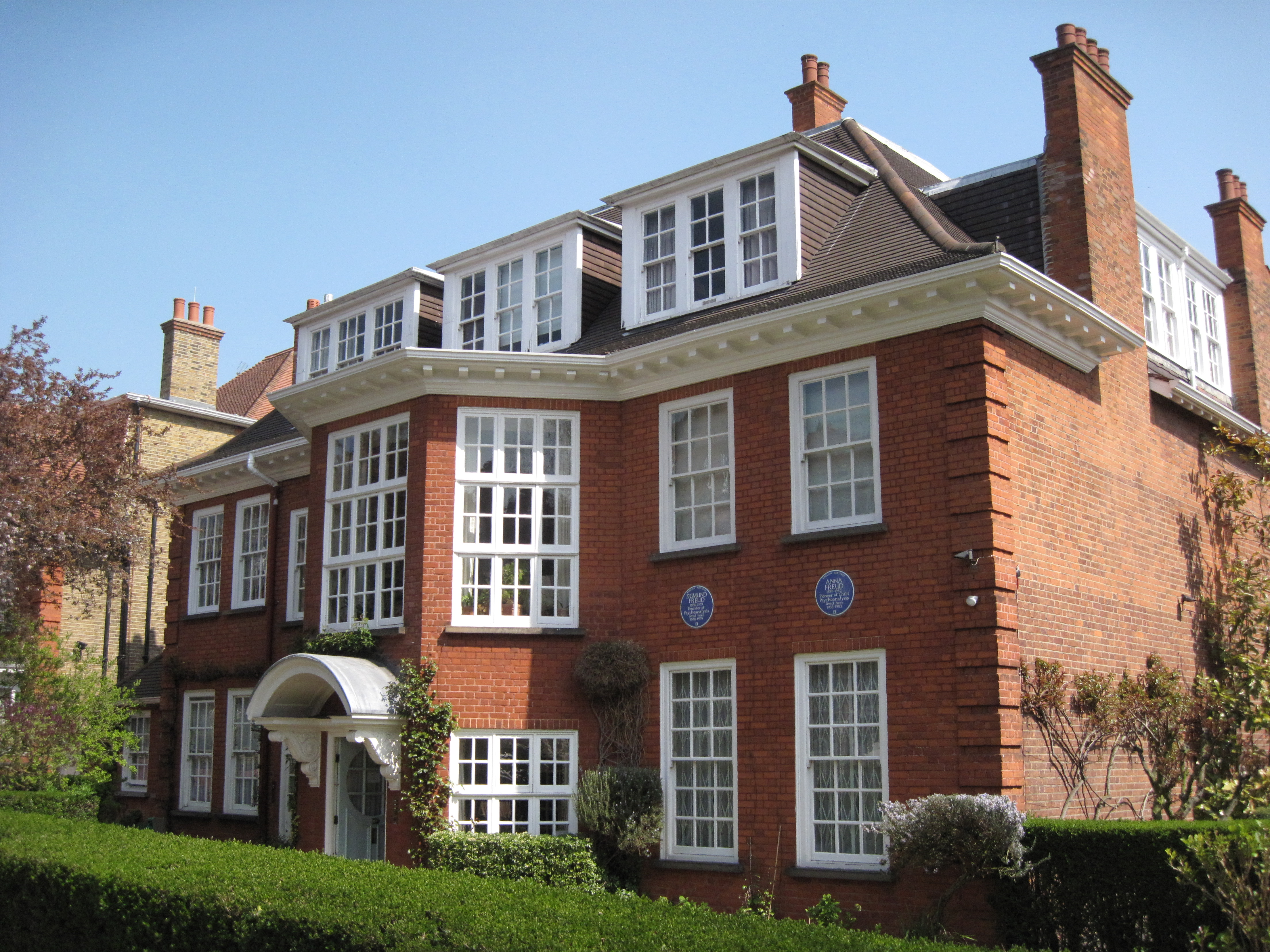
Freud Museum.
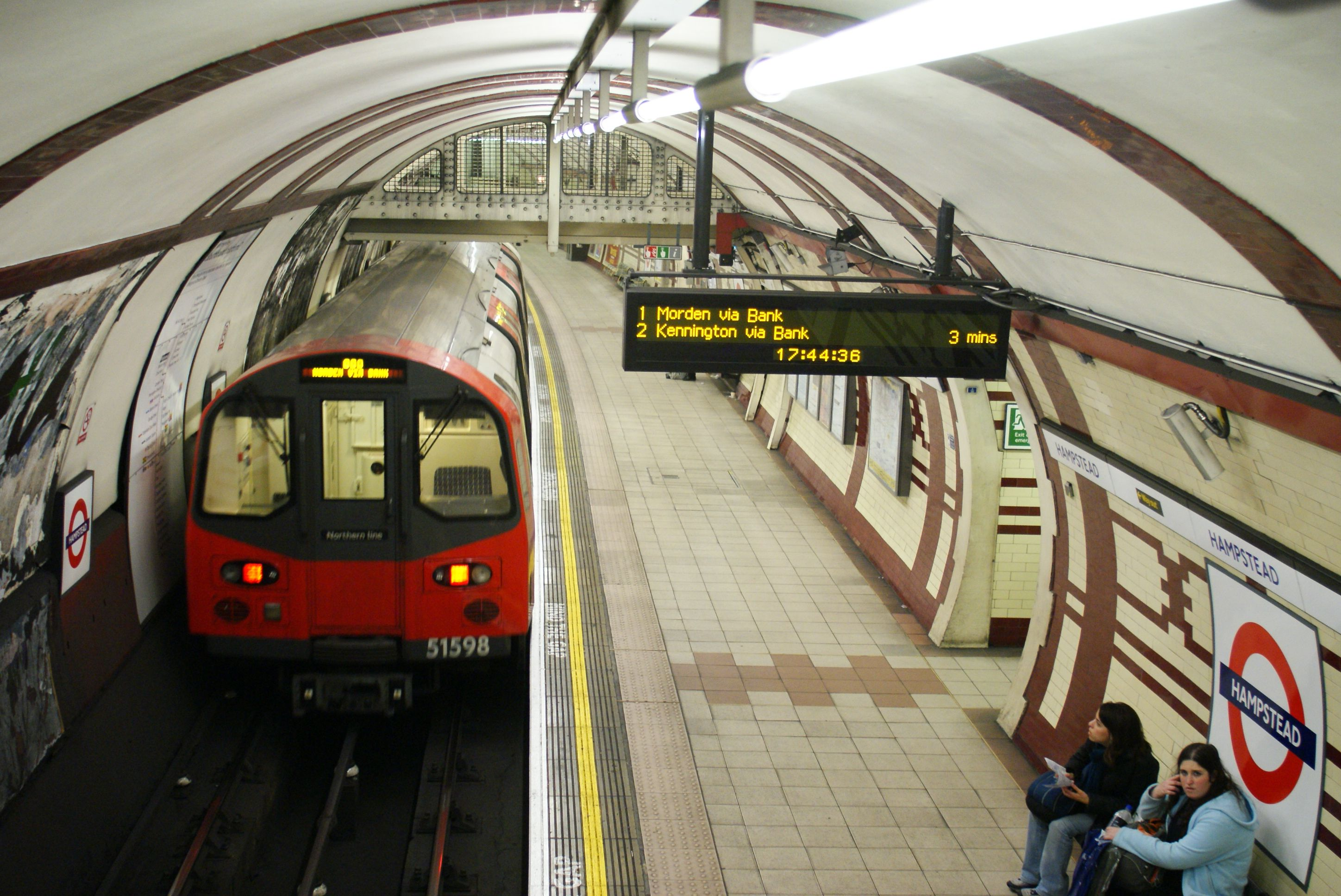
Hampstead tunnelbanestation.

## Tunnelbana i stadsdelen
- Belsize Park Northern Line
- Finchley Road Jubilee Line, Metropolitan Line
- Hampstead Northern Line
- Swiss Cottage Jubilee Line